# 徳島大学の人物一覧
徳島大学の人物一覧（とくしまだいがくのじんぶついちらん）は、徳島大学に関係する人物の一覧記事。
※多くの卒業生・関係者が存在するためウィキペディア日本語版内に既に記事が存在する人物のみを記載する。

## 歴代学長
| 代   | 氏名       | 就任年        | 退任年         |
| ---- | ---------- | ------------- | -------------- |
| 初代 | 中田篤郎   | 1949年5月31日 | 1952年10月20日 |
| 2    | 児玉桂三   | 1953年4月1日  | 1965年3月31日  |
| 3    | 長谷川万吉 | 1965年6月1日  | 1969年9月25日  |
| 4    | 北村義男   | 1970年1月10日 | 1976年1月9日   |
| 5    | 山田憲吾   | 1976年1月10日 | 1979年1月9日   |
| 6    | 岡芳包     | 1979年1月10日 | 1982年1月9日   |
| 7    | 添田喬     | 1982年1月10日 | 1988年1月9日   |
| 8    | 久保田晴寿 | 1988年1月10日 | 1991年1月9日   |
| 9    | 武田克之   | 1991年1月10日 | 1997年1月9日   |
| 10   | 齋藤史郎   | 1997年1月10日 | 2003年1月9日   |
| 11   | 青野敏博   | 2003年1月10日 | 2010年3月31日  |
| 12   | 香川征     | 2010年4月1日  | 2016年3月31日  |
| 13   | 野地澄晴   | 2016年4月1日  | 2022年3月31日  |
| 14   | 河村保彦   | 2022年4月1日  | 現職           |

## 教職員
- 矢野米雄 - 学長補佐
- 葭森健介 - 中国史研究者
- 三宅洋一郎 - 副理事。ヘルスバイオサイエンス研究部口腔微生物学分野教授
- 佐藤光信 (歯学者) - 元歯学部口腔外科学第二講座教授
- 村口和孝 - 客員教授
- 藤田恭嗣 - 産業院 教育・経営支援部門招聘教授
- 大橋眞 - 名誉教授
- 松本俊夫 - 医学者、名誉教授

## 出身者

### 政治

#### 現職国会議員
- 仁木博文 - 衆議院議員、医師

#### 元職国会議員
- 中谷智司 - 元民主党参議院議員、元参議院農林水産委員長
- 中村博彦 - 元自由民主党参議院議員、元総務大臣政務官、元健祥会理事長
- 西博義 - 元公明党衆議院議員、元厚生労働副大臣

#### 地方政界
- 三木申三 - 元徳島県知事、元徳島県議会議員、元徳島大教授、医師
- 岡崎平夫 - 元岡山市長、元岡山市水道局長、元全国市長会会長、元日本下水道協会会長

#### 外国政界
- 権英国 - 大韓民国正義党代表

### 経済
- 小川信雄 - 日亜化学工業創業者・元社長
- 中倉健二 - 元東洋ゴム工業社長、元日本自動車タイヤ協会会長
- 板東浩二 - 船井電機社長、元NTTぷらら社長、ひかりTV創設者
- 東原敏昭 - 日立製作所社長兼CEO、日本経団連副会長、元電子情報技術産業協会会長
- 福良伴昭 - ジャストシステム社長（中退）
- 好川純一 - 元トヨタ紡織社長、岡山大学特任教授

### 研究者
- 赤松則男 - 工学者、徳島大学名誉教授、元オリンピック聖火ランナー
- 秋山昌範 - 医学者、元東京大学政策ビジョン研究センター教授
- 浅川義範 - 化学者、徳島文理大学薬学部教授
- 市川陽子 - 栄養学者、静岡県立大学食品栄養科学部准教授
- 稲井玲子 - 栄養学者、鈴峯女子短期大学教授
- 井上智子 - 看護学者、元国立看護大学校校長
- 緒方広明 - 工学者、京都大学大学院情報学研究科教授
- 堯天義久 - 建築学者、元神戸大学学長、元大学入試センター所長
- 小山文彦 - 医学者（精神医学）、東邦大学産業精神保健・職場復帰支援センター長・教授
- 近藤安次郎 - 法学者、学校法人徳島城南学園創始者、元徳島工業短期大学学長
- 阪井丘芳 - 医学者、大阪大学大学院歯学研究科教授
- 佐藤員暢 - 工学者、愛媛大学客員教授
- 庄野文章 - 医学者、徳島文理大学薬学部教授
- 高垣行男 - 経営学者、駿河台大学名誉教授
- 田中啓二 - 生物学者、東京都医学総合研究所理事長、東京大学大学院新領域創成科学研究科連携講座教授、文化功労者、日本学士院賞
- 田村禎通 - 医学者、徳島文理大学学長
- 津田和彦 - 工学者、筑波大学大学院ビジネス科学研究科教授、GSSM筑波代表取締役、インフォコム取締役
- 長澤秀行 - 獣医学者、帯広畜産大学学長
- 中村修二 - 電子工学研究者、カリフォルニア大学サンタバーバラ校教授、ノーベル物理学賞、文化勲章、全米発明家殿堂入り
- 南海昌博 - 医学者（精神医学）、元東京医科歯科大学教授
- 原井俊典 - 電子オルガン奏者、徳島文理大学短期大学部音楽科教授
- 平島裕正 - 医学者、塩の研究家、民俗学者、四国女子大学教授
- 松岡澄 - 医学者、元徳島文理大学家政学部教授、元徳島県衛生研究所所長
- 丸山茂徳 - 地質学者、東京工業大学地球生命研究所特命教授、アメリカ科学振興協会フェロー、紫綬褒章
- 満倉靖恵 - 工学者、慶應義塾大学理工学部兼医学部教授、電通サイエンスジャムCTO
- 光吉俊二 - 計算機科学者、AGI代表取締役
- 宗像達夫 - 薬学者、国際医療福祉大学福岡薬学部准教授。元東和大学工学部講師
- 安友康二 - 医学者、徳島大学大学院医歯薬学研究部教授、日本学術会議会員、American Society for Clinical Investigation会員

### ジャーナリズム・マスメディア
- 玉井孝 - フリーアナウンサー。元朝日放送アナウンサー
- 山路忠生 - NHKアナウンサー

### 文学
- 城戸久枝 - ノンフィクション作家
- 藍銅ツバメ - SF作家、小説家

### 芸術
- 竹宮惠子 - 漫画家（中退）
- 速水史朗 - 彫刻家
- 野田雄一 - ガラス工芸作家
- 吹田文明 - 版画家、多摩美術大学名誉教授、日本美術家連盟理事長、紫綬褒章

### 芸能
- サエキけんぞう - ミュージシャン
- アナーキー吉田

### スポーツ
- 千田務 - 武道家。養神館合気道八段（中退）